# منهج تجريبي
المنهج التجريبي هو البحث باستخدام الأدلة التجريبية. يُعد أيضًا أسلوبًا من أجل اكتساب المعرفة عن طريق الرصد أو الخبرة المباشرة وغير المباشرة. تقدّر الفلسفة التجريبية هذه البحوث أكثر من الأنواع الأخرى. يمكن تحليل الأدلة التجريبية (سجل الملاحظات أو التجارب المباشرة) كميًا أو نوعيًا. عند تقدير الأدلة أو فهمها بشكل نوعي، يمكن للباحث الإجابة عن الأسئلة التجريبية، التي يجب أن تكون محددة بوضوح وقابلة للإجابة مع الأدلة المجموعة (تُسمى عادة البيانات). يختلف تصميم البحث حسب المجال والسؤال الذي يجري التحقيق فيه. حاول العديد من الباحثين الجمع بين الأشكال النوعية والكمية للتحليل من أجل الإجابة بشكل أفضل على الأسئلة غير ممكنة الدراسة في البيئات المختبرية، وخاصة في العلوم الاجتماعية والتعليم.
قد يبدأ البحث الكمي في بعض المجالات بسؤال بحثي (مثل، «هل يؤثر الاستماع إلى الموسيقى في أثناء تعلم قائمة كلمات على الذاكرة طويلة الأمد لهذه الكلمات؟») يُختبر من خلال التجربة. يمتلك الباحث عادة نظرية معينة في ما يتعلق بالموضوع قيد البحث. بناءً على هذه النظرية، تُقترح بعض العبارات أو الفرضيات (مثل، «يؤثر الاستماع إلى الموسيقى سلبيًا على تعلم قائمة الكلمات»). تُشتق التنبؤات حول أحداث معينة من هذه الفرضيات (مثل، «يتذكر الأشخاص الذين يدرسون قائمة الكلمات في أثناء الاستماع إلى الموسيقى كلماتٍ أقل في اختبار الذاكرة من الأشخاص الذين يدرسون قائمة الكلمات بصمت»). يمكن بعد ذلك اختبار هذه التنبؤات بتجربة مناسبة. تُدعم النظرية التي اعتمدت عليها الفرضيات والتنبؤات أو لا اعتمادًا على نتائج هذه التجربة، أو قد تحتاج إلى تعديل ثم تخضع لمزيد من الاختبارات. 

## التاريخ
تطور المنهج التجريبي عبر العصور، حيث ساهم العديد من العلماء في تشكيل أسسه وتطويره. في العصور القديمة، اعتمد الفلاسفة اليونانيون، مثل أرسطو، على الملاحظة والاستنتاج العقلي في دراساتهم. أرسطو، على سبيل المثال، رفض الاعتماد الحصري على الاستنتاج المنطقي، مؤكدًا أهمية الملاحظة في فهم الطبيعة.
في العصور الوسطى، قام العلماء المسلمون بتطوير المنهج التجريبي بشكل ملحوظ. جابر بن حيان، المعروف بأبي الكيمياء، أدخل المنهجية التجريبية إلى علم الكيمياء، وابتكر عمليات كيميائية مثل التبلور، التكليس، والتقطير. كما اكتشف أحماضًا مهمة مثل الكبريتيك والنيتريك، مما وسّع من إمكانيات التجارب الكيميائية. الحسن بن الهيثم، عالم البصريات الشهير، كان من أوائل من اعتمدوا على التجربة في دراسة الضوء والرؤية. في كتابه "المناظر"، استخدم المنهج العلمي القائم على الملاحظة والتجربة والبرهان الرياضي، مما جعله يُعتبر رائدًا في المنهج العلمي الحديث.
انتقلت هذه الأساليب العلمية إلى أوروبا عبر الترجمات، حيث أثرت في تطور المنهج العلمي الحديث. العلماء الأوروبيون، مثل فرانسيس بيكون، تأثروا بأعمال العلماء المسلمين في تطوير المنهج التجريبي. وفي ذلك يقول الباحث روبرت بريفولت في كتابه صناعة الإنسانية: «إن روجر بيكون درس اللغة العربية والعِلم العربي في مدرسة أكسفورد على يد خلفاء معلمي العرب المسلمين في الأندلس، وليس لروجر بيكون ولا لسميه الذي جاء بعده الحق في أن يُنسب إليهما الفضل في ابتكار المنهج التجريبي، فلم يكن روجر بيكون إلا رسولا م ن رسل العلم والمنهج الإسلامي التجريبي إلى أوروبا المسيحية».

## الاصطلاح
استُخدم مصطلح الفلسفة التجريبية في الأصل من أجل الإشارة إلى بعض ممارسي الطب اليونانيين القدماء الذين رفضوا الالتزام بالمذاهب الدوغماتية في ذلك الوقت، مفضلين بدلًا من ذلك الاعتماد على ملاحظة الظواهر مثلما يتصورون بخبرتهم. أشار مصطلح الفلسفة التجريبية في وقت لاحق إلى نظرية المعرفة في الفلسفة، وهي نظرية تتمسك بمبدأ نشوء المعرفة من الخبرة والأدلة المجموعة باستخدام الحواس على وجه التحديد. يشير مصطلح المنهج التجريبي في الاستخدام العلمي إلى جمع البيانات باستخدام الأدلة القابلة للملاحظة عبر الحواس أو الأدوات العلمية المعايرة فقط. إن ما وصفه الفلاسفة الأوائل بالتجريبي يشترك مع البحث التجريبي بالاعتماد على البيانات القابلة للملاحظة من أجل صياغة النظريات واختبارها والتوصل إلى استنتاجات.

## الاستخدام
يحاول الباحث أن يصف التفاعل بين الأداة (أو حواس الإنسان) والكيان المراقب بدقة. إذا تعلق الأمر بالأجهزة المستخدمة في البحث، فمن المتوقع أن يعاير الباحث أدواته من خلال تطبيقها على كائنات قياسية معروفة وتوثيق النتائج قبل تطبيقها على كائنات غير معروفة. بعبارة أخرى، يصف البحث الذي لم يحدث من قبل ونتائجه.
في الممارسة العملية، يتضمن جمع الأدلة لصالح أي نظرية معينة أو ضدها تصميماتٍ بحثية مخططة من أجل جمع البيانات التجريبية، وتلعب الصرامة الأكاديمية جزءًا كبيرًا من الحكم على مزايا تصميم البحث. اقتُرحت العديد من النماذج لمثل هذه التصاميم، واحدة من أكثرها شعبية تأتي من كامبل وستانلي، إذ كانا مسؤولَين عن الترويج للتمييز الذي استُشهد به على نطاق واسع بين التصميمات ما قبل التجريبية، والتجريبية، وشبه التجريبية، بالإضافة إلى كونهما داعيين قويين للدور الرئيسي الذي لعبته التجارب العشوائية في البحوث التربوية. 

### البحث العلمي
التحليل الدقيق للبيانات باستخدام الأساليب الإحصائية الموحدة في الدراسات العلمية أمرٌ مهم من أجل تحديد صحة البحث التجريبي. إن الصيغ الإحصائية مثل الانحدار، ومعامل عدم اليقين (معامل الشك)، واختبار تي، واختبار مربع كاي، وأنواع مختلفة من أنوڤا (تحليل التباين)، أساسية من أجل الوصول إلى استنتاجات منطقية وصحيحة. تُدعم فرضية البحث في حال خلصت البيانات التجريبية إلى نتائج مهمة بموجب الصيغة الإحصائية المناسبة. إن لم يكن الأمر كذلك، تُدعم الفرضية الصفرية (أو، بشكل أدق، لا تُرفض)، ما يعني أنه لم يُلاحظ أي تأثير للمتغير المستقل (المتغيرات المستقلة) على المتغير التابع (المتغيرات التابعة).
لا تُعد نتائج البحث التجريبي باستخدام اختبار الفرضية الإحصائية دليلًا أبدًا. لا يمكنها سوى أن تدعم الفرضية، أو ترفضها، أو لا تؤثر عليها أصلًا. تسفر هذه الأساليب عن الاحتماليات فقط.
يشير الدليل التجريبي بين الباحثين العلميين (باعتباره مختلفًا عن البحث التجريبي) إلى دليل موضوعي يظهر كما هو بغض النظر عن المراقب. على سبيل المثال، لن يعرض مقياس الحرارة درجات حرارة مختلفة لكل فرد يراقبه. تُعد درجة الحرارة، كما قيست بواسطة مقياس حرارة دقيق ومعاير جيدًا، دليلًا تجريبيًا. على النقيض من ذلك، يكون الدليل غير التجريبي ذاتيًا اعتمادًا على المراقب. باتباع المثال السابق، قد يُبلغ المراقب أ بصدق أن الغرفة دافئة، بينما قد يبلغ المراقب ب بصدق أن نفس الغرفة باردة، رغم أن كليهما يلاحظ نفس القراءة على مقياس الحرارة. إن استخدام الدليل التجريبي ينفي هذا التأثير للتجربة الشخصية (أي الذاتية) أو الوقت.
يُظهر التصور المتفاوت للتجربة والعقلانية قلقًا بشأن الحد الذي يوجد عنده الاعتماد على تجربة الإحساس باعتبارها جهدًا من أجل اكتساب المعرفة. وفقًا للمنهج العقلاني، هناك العديد من الطرق المختلفة التي تُكتسب الخبرة من خلالها بشكل مستقل عن المعرفة والمفاهيم. وفقًا للمنهج التجريبي، تُعد التجربة الحسية المصدر الرئيسي لكل جزء من المعرفة والمفاهيم. بشكل عام، يُعرف العقلانيون بتطوير آرائهم الخاصة بطريقتين مختلفتين. أولًا، يمكن وضع الحجة الأساسية التي تشير إلى وجود حالات ينتهي فيها محتوى المعرفة أو المفاهيم إلى تجاوز المعلومات. وتُوفر هذه المعلومات التي سبقتها تجربة الشعور (هيورلاند،2010 ، 2). ثانيًا، توجد حسابات حول كيفية مساعدة التفكير في توفير معرفة إضافية حول نطاق معين أو أوسع. من المعروف تقديم التجريبيين للحواس التكميلية المتعلقة بالفكر. أولًا، هناك تطوير لحسابات مختلفة حول كيفية توفير المعلومات من خلال الخبرة التي يستشهد بها العقلانيون. يُعد هذا إلى حد ما سببًا لوجوده في المقام الأول. في بعض الأحيان، يميل التجريبيون إلى اعتبار الشكوك خيارًا للعقلانية. إذا كانت الخبرة غير مفيدة في توفير المعرفة أو المفهوم الذي استشهد به العقلانيون، فعندئذ لا وجود لهم (بيرس، 2010، 35). ثانيًا، يمتلك التجريبيون ميلًا إلى مهاجمة حسابات العقلانيين بينما يفكرون بهم بصفتهم مصدرًا مهمًا للمعرفة أو المفاهيم. يظهر الخلاف العام بين التجريبيين والعقلانيين الشواغل الأساسية في كيفية اكتساب المعرفة في ما يتعلق بمصادر المعرفة والمفهوم. في بعض الحالات، ينتج عن الخلاف عند اكتساب المعرفة تقديم ردود متضاربة على الجوانب الأخرى أيضًا. قد يكون هناك خلاف في السمة العامة للنقاش، مع الحد من المعرفة والفكر. من المعروف مشاركة التجريبيين معنا في الرأي القائل إنه ليس هناك وجود للمعرفة الفطرية، بل هي اشتقاق المعرفة خارج التجربة. إما أن تكون هذه التجارب مسببًا للعقل أو مستشعرة من خلال الحواس الخمس التي يمتلكها الإنسان (بيرنارد، 2011، 5). من ناحية أخرى، من المعروف أن العقلانيين يتشاركون الرأي القائل بوجود المعرفة الفطرية واختلاف هذا عن كائنات المعرفة الفطرية المختارة. من أجل اتباع العقلانية، يجب أن يكون هناك اعتماد واحد من الادعاءات الثلاثة النظرية المتعلقة: الاستنتاج أو الحدس، والمعرفة الفطرية، والمفهوم الفطري. كلما زادت إزالة المفهوم من العمليات الذهنية والخبرة، قد يكون هناك أداء أكثر من الخبرة مع زيادة المعقولية (القابلية) في كونك فطريًا. وأبعد من ذلك، توفر التجربة في السياق مع موضوع محدد رفضًا للإصدار المقابل المتعلق بالمعرفة الفطرية والاستنتاج أو الحدس (ويسكوبف، 2008 ، 16). نظرًا إلى وجود اعتراف بالمفاهيم والمعرفة في مجال الموضوع، فإن المعرفة تعتمد بشكل كبير على الخبرة من خلال حواس الإنسان.

## الدورة التجريبية

Empirical cycle according to A.D. de Groot

وهي دورة ابتدعها أدريان دي خروت Adriaan de Groot وهي كالتالي:
1. الرصد أو الملاحظة: وهو جمع وتنظيم الحقائق التجريبية
2. الاستقراء: الاستقراء وصياغة فرضيات
3. الاستنتاج: استنتاج تبعات الفرضية وذلك من خلال وضع تخمينات قابلة للتجربة
4. التجريب: وذلك بإجراء تجارب للفرضية
5. التقييم : إجراء عملية تقييم لنتائج التجارب

## اقرأ أيضاً
- معرفة
- قانون تجريبي
- تضارب الموقف